# Klovøya
Klovøya est une île norvégienne du comté de Hordaland appartenant administrativement à Bømlo.

## Description
Rocheuse et couverte d'une légère végétation, elle s'étend sur environ 1,048 7 km de longueur pour une largeur approximative de 681 m. Traversée par une route le long de sa côte est, un petit port, nommé Kastet, y est aménagé au sud-est. 